# Tibiomus retrorsus
Tibiomus retrorsus är en mångfotingart som först beskrevs av Chamberlin 1927.  Tibiomus retrorsus ingår i släktet Tibiomus och familjen Odontopygidae. Inga underarter finns listade i Catalogue of Life.